# Cérilly (Côte-d'Or)
Pour les articles homonymes, voir Cérilly.
Cérilly est une commune française située dans le canton de Châtillon-sur-Seine du département de la Côte-d'Or, en région Bourgogne-Franche-Comté.

## Géographie

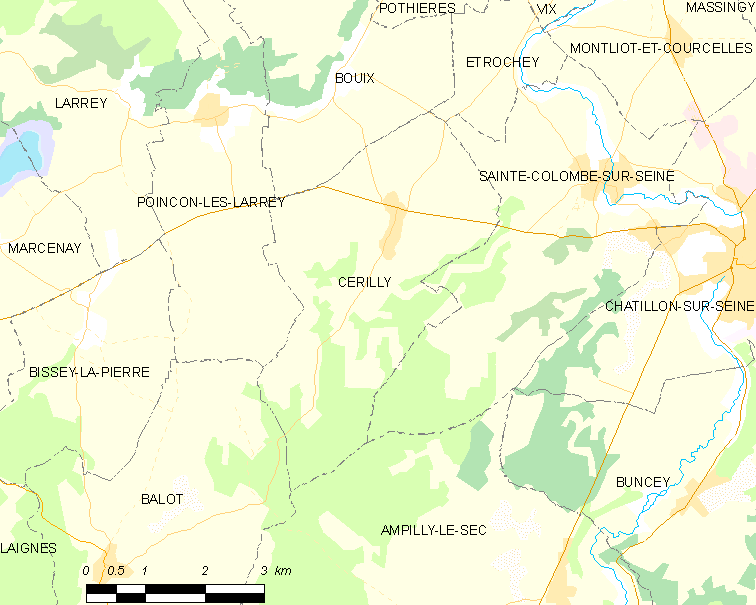

Cérilly, situé à 229 mètres d'altitude, s'étend sur 13,9 km2. Sans rivière sur son territoire, le village retient l'eau nécessaire au bétail grâce à une vaste mare châtillonnaise située à son entrée ouest.

### Accès
Cérilly est traversée par la départementale 965 reliant Auxerre à Chaumont.
La gare pour voyageurs la plus proche est celle de Montbard (TGV) à 40 kilomètres qu'une liaison par car permet de rejoindre.

### Climat
Pour des articles plus généraux, voir Climat de la Bourgogne-Franche-Comté et Climat de la Côte-d'Or.
En 2010, le climat de la commune est de type climat des marges montargnardes, selon une étude du Centre national de la recherche scientifique s'appuyant sur une série de données couvrant la période 1971-2000. En 2020, Météo-France publie une typologie des climats de la France métropolitaine dans laquelle la commune est exposée à un climat océanique altéré et est dans la région climatique  Lorraine, plateau de Langres, Morvan, caractérisée par un hiver rude (1,5 °C), des vents modérés et des brouillards fréquents en automne et hiver. 
Pour la période 1971-2000, la température annuelle moyenne est de 10,3 °C, avec une amplitude thermique annuelle de 16,2 °C. Le cumul annuel moyen de précipitations est de 849 mm, avec 12,7 jours de précipitations en janvier et 8,6 jours en juillet. Pour la période 1991-2020, la température moyenne annuelle observée sur la station météorologique de Météo-France la plus proche, « Châtillon/Seine », sur la commune de Châtillon-sur-Seine à 6 km à vol d'oiseau, est de 10,8 °C et le cumul annuel moyen de précipitations est de 832,8 mm,. Pour l'avenir, les paramètres climatiques de la commune estimés pour 2050 selon différents scénarios d'émission de gaz à effet de serre sont consultables sur un site dédié publié par Météo-France en novembre 2022.

## Urbanisme

### Typologie
Au 1er janvier 2024, Cérilly est catégorisée commune rurale à habitat dispersé, selon la nouvelle grille communale de densité à 7 niveaux définie par l'Insee en 2022.
Elle est située hors unité urbaine. Par ailleurs la commune fait partie de l'aire d'attraction de Châtillon-sur-Seine, dont elle est une commune de la couronne,. Cette aire, qui regroupe 60 communes, est catégorisée dans les aires de moins de 50 000 habitants,.

### Occupation des sols
L'occupation des sols de la commune, telle qu'elle ressort de la base de données européenne d’occupation biophysique des sols Corine Land Cover (CLC), est marquée par l'importance des territoires agricoles (70,5 % en 2018), une proportion sensiblement équivalente à celle de 1990 (70,7 %). La répartition détaillée en 2018 est la suivante : terres arables (70,5 %), forêts (27,1 %), zones urbanisées (2,4 %). L'évolution de l’occupation des sols de la commune et de ses infrastructures peut être observée sur les différentes représentations cartographiques du territoire : la carte de Cassini (XVIIIe siècle), la carte d'état-major (1820-1866) et les cartes ou photos aériennes de l'IGN pour la période actuelle (1950 à aujourd'hui).

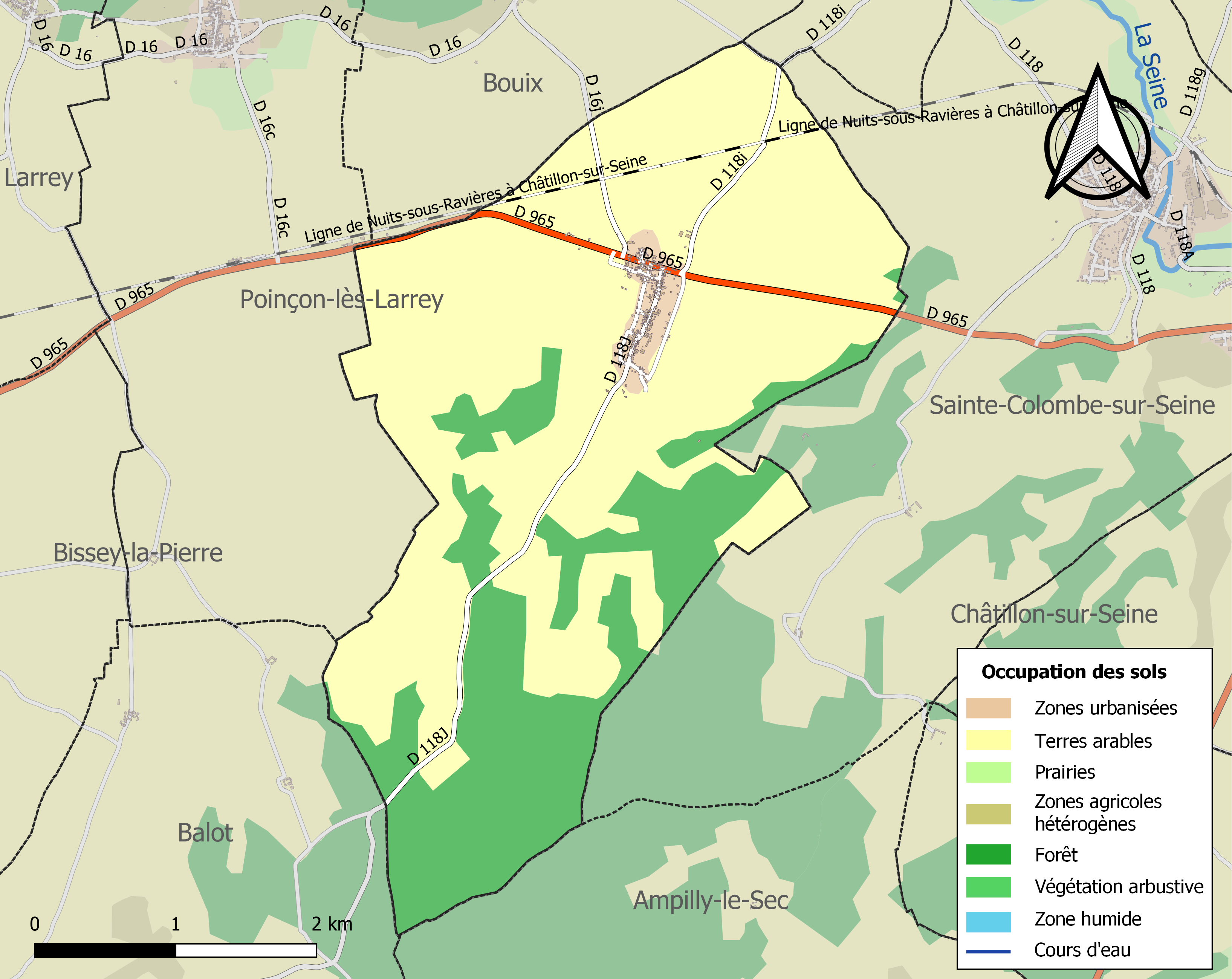
Carte des infrastructures et de l'occupation des sols de la commune en 2018 (CLC).

## Histoire

### Antiquité
Un imposant tumulus aujourd'hui arasé situé en bordure de la voie romaine Langres-Auxerre qui passe en limite nord de la commune a été fouillé dès 1863.

### Moyen Âge
Le village a pour seigneur l'abbé de Pothières et dépend du marquisat de Larrey.

### Période contemporaine
Située sur la ligne de Nuits-sous-Ravières à Châtillon-sur-Seine toujours utilisée pour le fret, Cérilly disposait d'une halte pour les voyageurs jusqu'au 1er juillet 1938.

## Politique et administration
| Période    | Période   | Identité          | Étiquette | Qualité                                                      |
| ---------- | --------- | ----------------- | --------- | ------------------------------------------------------------ |
| avant 1968 | mars 2008 | Maurice Chiffon   |           | Commerçant - Suppléant du député Gilbert Mathieu (1968-1978) |
| mars 2008  | mars 2014 | Marie-France Sert |           |                                                              |
| mars 2014  | En cours  | Christophe Pinel  |           | Responsable d'unités chez Sodexo                             |

## Démographie
L'évolution du nombre d'habitants est connue à travers les recensements de la population effectués dans la commune depuis 1793. Pour les communes de moins de 10 000 habitants, une enquête de recensement portant sur toute la population est réalisée tous les cinq ans, les populations de référence des années intermédiaires étant quant à elles estimées par interpolation ou extrapolation. Pour la commune, le premier recensement exhaustif entrant dans le cadre du nouveau dispositif a été réalisé en 2004.

En 2022, la commune comptait 214 habitants, en évolution de −8,94 % par rapport à 2016 (Côte-d'Or : +0,82 %, France hors Mayotte : +2,11 %).
| 1793 | 1800 | 1806 | 1821 | 1831 | 1836 | 1841 | 1846 | 1851 |
| ---- | ---- | ---- | ---- | ---- | ---- | ---- | ---- | ---- |
| 407  | 402  | 452  | 428  | 476  | 526  | 524  | 515  | 493  |

| 1856 | 1861 | 1866 | 1872 | 1876 | 1881 | 1886 | 1891 | 1896 |
| ---- | ---- | ---- | ---- | ---- | ---- | ---- | ---- | ---- |
| 475  | 448  | 462  | 448  | 409  | 395  | 416  | 426  | 411  |

| 1901 | 1906 | 1911 | 1921 | 1926 | 1931 | 1936 | 1946 | 1954 |
| ---- | ---- | ---- | ---- | ---- | ---- | ---- | ---- | ---- |
| 365  | 367  | 385  | 292  | 301  | 298  | 298  | 287  | 300  |

| 1962 | 1968 | 1975 | 1982 | 1990 | 1999 | 2004 | 2006 | 2009 |
| ---- | ---- | ---- | ---- | ---- | ---- | ---- | ---- | ---- |
| 251  | 247  | 252  | 268  | 247  | 242  | 241  | 246  | 263  |

| 2014 | 2019 | 2022 | - | - | - | - | - | - |
| ---- | ---- | ---- | - | - | - | - | - | - |
| 243  | 222  | 214  | - | - | - | - | - | - |

## Économie
En 2019, le village de Cérilly est choisi par Dijon Céréales, dans un partenariat avec l'entreprise danoise Nature Energy (Groupe Shell) pour implanter l'un des plus gros méthaniseurs de France, d'une capacité de traitement de 200 000 tonnes de céréales par an. Avec cette installation, l'entreprise créée pour ce projet, Secalia Chatillonnais, entend participer à la « transition écologique et énergétique » et met en avant ses « nombreux intérêts agro-écologiques ».
Le 14 janvier 2023, le collectif « MEGA-méthaniseur, ni ici ni ailleurs » lance une série de vidéos pour mettre en avant les dangers de ce projet.

## Culture locale et patrimoine

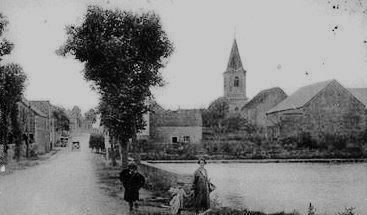
La « mare » à droite et l’église Saint-Martin au fond (vers 1900).

### Lieux et monuments
- L'église Saint-Martin[20]  (XIIIe / XVIe siècle). Statuaire remarquable du XVIIIe siècle : Charité de saint Martin en bois polychrome, Vierge à l'Enfant et sainte Brigide d'Irlande[21].
- Pigeonnier du XVIe siècle.
- Tumulus celte de forme ronde dit La Gyrénée-Berthe[22].
- Sans cours d'eau, le village de Cérilly offre un remarquable exemple de mare châtillonnaise alimentée par une source avec le vaste abreuvoir pavé situé à son entrée ouest et baptisé tout simplement la mare.

### Héraldique
| Blason de Cérilly | Blason  | Tiercé en pairle renversé : au 1er de gueules à une épée basse d'argent posée en barre supportant un manteau d'or, au 2e de sinople à une volute de crosse d'or, au 3e d'argent à trois fasces ondées d'azur.                                                                          |
| Blason de Cérilly | Détails | L'épée et le manteau sont les attributs de saint Martin, patron de la paroisse. Le crosseron rappelle que l'abbé de Pothières était seigneur de la commune. La couleur verte évoque l'agriculture et les ondes la mare de la commune. Le statut officiel du blason reste à déterminer. |